# Tommaso Hélye
Tommaso Hélye (Biville, 1187 circa – Biville, 19 ottobre 1257) è stato un presbitero francese.
Il suo culto come beato è stato confermato da papa Pio IX nel 1859.

## Biografia
Le notizie sulla sua vita sono desumibili da una Vita basata sugli atti di un'inchiesta del 1260 ordinata in vista della sua canonizzazione dal vescovo di Coutances.
Nato a Biville, in Normandia, da Elia e Matilde, fu istitutore nel suo paese natale e poi direttore di una scuola a Cherbourg; conduceva una vita di penitenza e mortificazione e, dopo un pellegrinaggio a Roma, studiò teologia a Parigi e, attorno al 1236, fu ordinato prete.
Si adoperò attivamente nell'apostolato della predicazione nelle parrocchie delle diocesi di Coutances e Avranches, distinguendosi per santità di vita e devozione eucaristica.

## Il culto
Nel 1260 gli fu dedicata una cappella nella chiesa parrocchiale di Biville e Jean d'Essais, vescovo di Coutances, avviò la procedura per chiederne la canonizzazione. Le devozione che circondava il sacerdote è testimoniata anche da Oddone di Rigaud, arcivescovo di Rouen, che nel 1266 visitò Biville.
Papa Pio IX, con decreto del 14 luglio 1859, ne confermò il culto con il titolo di beato.
Il suo elogio si legge nel martirologio romano al 19 ottobre.